# Titii sodales
Titii sodales era el nom d'un collegium sacerdotal de l'antiga Roma que representava a la segona tribu romana, els tities és a dir els sabins, que després de la seva unió als ramnes (llatins) van continuar amb el culte a les antigues deïtats sabines. Per conservar els costums, Titus Taci va instituir el col·legi dels titii sodales, segons Tàcit.
El mateix Tàcit n'explica un altre origen. El sacerdoci l'hauria instituït Ròmul en honor del rei Titus Taci que a la seva mort va ser adorat com una divinitat, però probablement es refereix al fet que Ròmul, després de la mort de Taci, va sancionar la institució del col·legi i va fer del culte del rei una part de la «sabina sacra». Varró deriva el nom de «titiae aves» les aus que aquests sacerdots observaven en els antics auguris sabins, amb uns rituals diferents dels d'altres tribus.
Els titii sodales van desaparèixer al final de la República quan les tres tribus romanes ja s'havien fos progressivament en un única religió. El col·legi anomenat titii sodales (o sacerdotes titiales flaviales) va ser restaurat per August a l'inici de l'Imperi Romà, però ara el formaven persones de rang senatorial, entre les que hi va haver el mateix August, Neró Cèsar, fill de Germànic Cèsar i l'emperador Claudi.